# HD 150706
HD 150706 — звезда, которая визуально находится в созвездии Малая Медведица на расстоянии около 100 световых лет от нас. Вокруг звезды обращается, как минимум, одна планета.